# Clinopodium pulchellum
Panisara (Clinopodium pulchellum) es una planta aromática de la familia Lamiaceae endémica de Perú.

## Descripción
Es una hierba que crece a más de 2,500 m s.n.m. nativa del Perú. Tiene el tallo delgado y muy ramificado en forma de mata con las hojas pequeñas acorazonadas, verdes en la cara superior y blancas en la inferior. Las flores son pequeñas con cinco sépalos y cinco pétalos unidos.

## Taxonomía
Clinopodium pulchellum fue descrita por el botánico belga Rafaël Herman Anna Govaerts y publicado en World Checklist of Seed Plants 3(1): 18 en 1999.
Basónimo
- Gardoquia pulchella Kunth, 1818[3]

Sinonimia
- Satureja pulchella (Kunth) Briq., 1897[4]

## Importancia cultural

### Uso en la medicina tradicional
Es usada en Áncash para tratar las afecciones respiratorias y digestivas.

### Estudios farmacológicos
Se han realizado estudios in vitro del extracto hidroalcohólico el 2017 comprobándose sus propiedades antibacterianas.

## Nombres comunes
- Panisara,[6] q'oyall[5]